# Richard Hidalgo
Richard José Hidalgo (Caracas, Distrito Federal, Venezuela, 28 de junio de 1975) es un exjugador venezolano de Grandes Ligas jugó de jardinero derecho y su equipo en la LVBP fue Navegantes del Magallanes. Jugó con los Astros de Houston (1997 - 2004), Mets de Nueva York (2004), y los Rangers de Texas (2005).

## Carrera deportiva
Hidalgo fue un bateador de gran alcance, con buen instinto en los jardines y un fuerte brazo de lanzamiento. Se suponía que iba a ser un jugador que cubriera todas las áreas del outfield, pero por un defecto congénito de la rodilla cambió de planes. Después de tener un average .306 y .303 en sus dos primeras temporadas, Hidalgo tuvo una decepcionante campaña en 1999 al promediar .227, aunque demostró cierto poder, con quince jonrones en 383 turnos al bate.
Hidalgo tomo impulso en el 2000, cuando bateó .314 con 44 cuadrangulares y 122 carreras impulsadas, pero sus números se redujieron en el 2001 (.275 AVG, 19 HR, 80 CI) y 2002 (.235 AVG, 15 HR, 48 CI).
En el 2003, regresó en buena forma tanto en el bate como en el campo. Promedio .309 AVG, 28 jonrones, 88 carreras impulsadas, además produjo tres jonrones en un juego, y llegó a ser uno de los jardineros de Grandes Ligas con mayor promedio de asistencias con 22, mientras que sólo cometió cuatro errores.
Hidalgo jugó en la temporada 2004 con los Astros de Houston y los Mets de New York, bateando 239 con 25 jonrones y 82 carreras impulsadas. En el punto culminante de la temporada 2004, logró un récord con los Mets, bateando cinco jonrones en cinco juegos consecutivos, tres de ellos en los juegos de interligas contra los Nueva York Yankees. En 2006, firmó un contrato de ligas menores con los Orioles de Baltimore, pero dejó el equipo antes de comenzar la temporada, cuando su esposa se enfermó. Hidalgo pidió ser liberado de su contrato, para permitirle ir a Japón, donde tendría un papel titular. En el 2006 fuera de temporada, los Medias Rojas de Boston y los Cachorros de Chicago mostraron interés en firmar a Hidalgo. En enero de 2007, los Astros lo firmaron, esta vez con un contrato de ligas menores. En esta segunda oportunidad de corta duración, Hidalgo fue puesto en libertad por los Astros el 25 de marzo de 2007, después de rechazar una asignación de ligas menores.
Hidalgo era un bateador de .273 de por vida con 171 cuadrangulares y 517 carreras impulsadas en 899 partidos.
El 10 de abril de 2007, Hidalgo se unió a los Ducks de Long Island antes de los entrenamientos de primavera, sin embargo anunció su retiro del béisbol profesional. El 8 de julio de 2008, Hidalgo firmó con los Ducks de nuevo, pero dejó el equipo durante la última semana de agosto.
El 22 de noviembre de 2002, Hidalgo tuvo un impacto de bala en el antebrazo izquierdo durante un robo de auto en Venezuela.
A principios de 2008, Hidalgo intent crear un "campo de sueños" en su propiedad de la Florida, pero al final fue rechazado por los residentes de su vecindario. Hidalgo tiene 4 hijos y vive en Florida.
Richrad Hidalgo, anunció su retiro el 30 de octubre de 2011 en un juego Caracas - Magallanes en el estadio José Bernardo Pérez de la ciudad de Valencia, aun continuará con su equipo desde hace más de veinte años los Navegantes del Magallanes de la Liga Venezolana de Béisbol Profesional.